# La Thành (tướng)

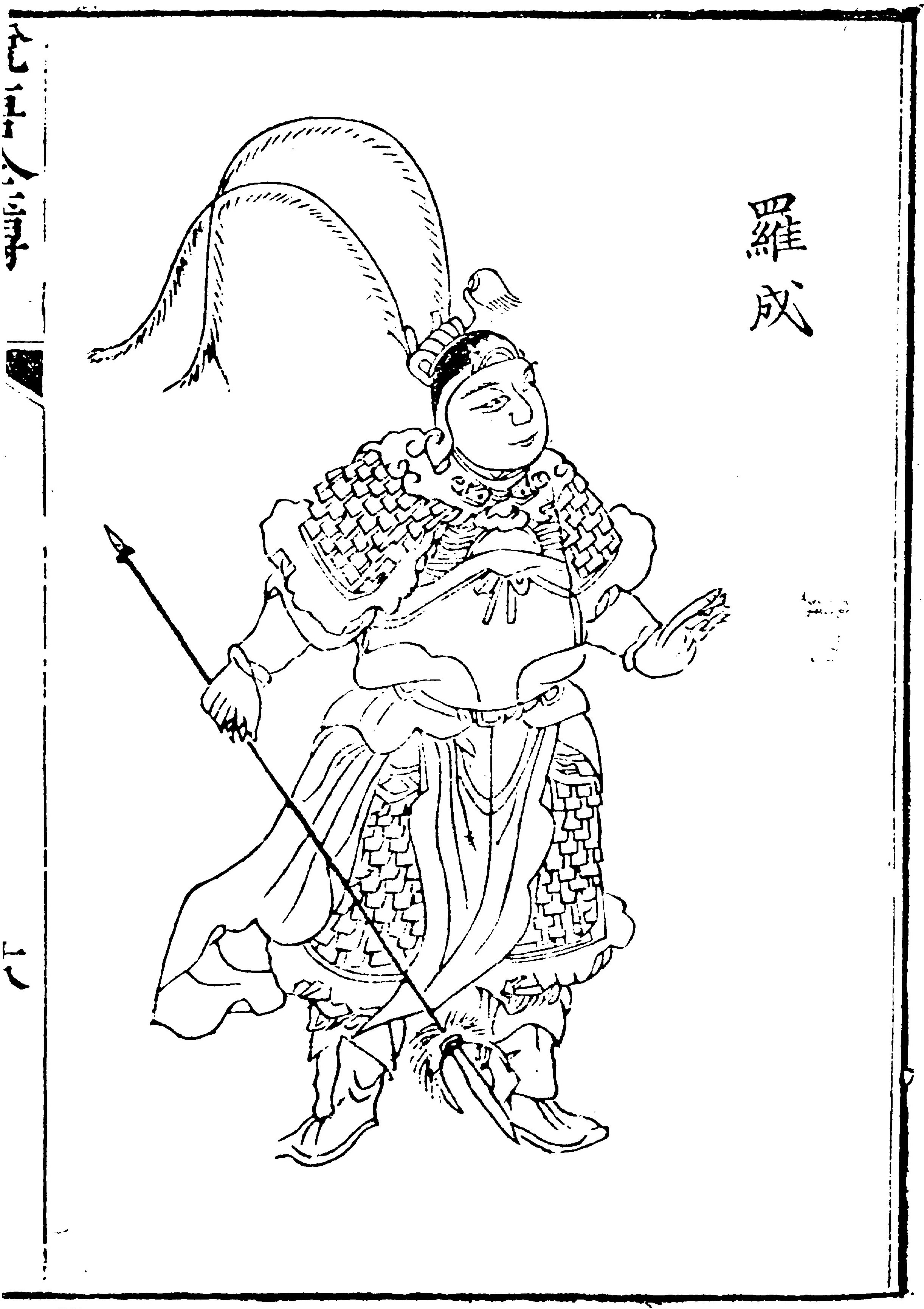
La Thành

La Thành (603? - 626?) là một mãnh tướng trong tiểu thuyết lịch sử Tùy Đường diễn nghĩa. Ông được mô tả là một mỹ nam tử trẻ trung, thư sinh, giỏi thương thuật, và cưỡi ngựa.

## Cuộc đời
La Thành là con trai La Nghệ là anh em họ của Tần Thúc Bảo. Trong Thuyết Đường, ông mắt sáng, mặt trắng, môi son, ra trận thường mặt giáp trắng, văn hay, võ giỏi, là anh hùng thứ 7 đời nhà Tùy. Khi Dương Lâm đem quân vây Ngõa Cương quân, ông lén cha đi cứu viện giả làm anh Tần Quỳnh, một mình một ngựa giải vây cho Ngõa Cương quân. Sau một thời gian ông cũng gia nhập quân khởi nghĩa ở đây. Sau khi Lý Mật lên làm vua, ông bất mãn bỏ đi cùng Tần Thúc Bảo và Trình Giảo Kim sang Lạc Dương cùng Đan Hùng Tín và Vương Thế Sung.
Từ Mậu Công sau khi hàng nhà Đường sang Lạc Dương chiêu hàng ba người. La Thành do bị bệnh nên không theo được nên đành hàng Vương Thế Sung. Khi Lý Thế Dân tới đánh, ông sang hàng Đường và theo Lý Thế Dân chiến đấu.

## Bị cách chức và đuổi về quê
Thái tử Lý Kiến Thành và Tề Vương Lý Nguyên Cát thông gian với Trương Phi, Doãn Phi rồi vu oan cho Lý Thế Dân. Đường Cao Tổ nổi giận giam Thế Dân vào ngục và đuổi các tướng thủ hạ của ông về quê (trừ Tần Thúc Bảo vì ông có ơn cứu mạng cả nhà Đường Cao Tổ) trong đó có La Thành.

## Cái chết
La Thành trở lại Trường An thăm Lý Thế Dân đang ở trong ngục. Lý Kiến Thành và Lý Nguyên Cát nhìn thấy thì tâu với Cao Tổ cho La Thành ra chống Lưu Hắc Thát đang vây đánh ải Tử Kim. Thành thắng liền mấy trận nhưng cuối cùng ông sa vào bãi sình lầy ở sông Ứ Nê rồi bị quân của Lưu Hắc Thát bắn chết. Lúc đó ông mới 23 tuổi. Ông được Cao Tổ hoàng đế truy phong làm Việt Quốc Công

## Gia quyến
La Thành là con trai của La Nghệ và Tần phu nhân, em họ của Tần Thúc Bảo. Ông có một con trai là La Thông, sau trở thành nhân vật chính của tác phẩm La Thông tảo Bắc.
Các nhân vật hư cấu trong loạt truyện về La gia tướng còn có La Chương (羅章) là con của La Thông trong truyền kỳ về Tiết Đinh Sơn (薛丁山) và Phàn Lê Hoa (樊梨花); La Xán (羅燦), La Hỗn (羅焜) là hậu duệ của La Nghệ trong kịch Phấn hoa lâu (粉妝樓).

## Tiểu thuyết hóa
Ông là nhân vật trong Thuyết Đường, Tùy Đường diễn nghĩa.

## Phim ảnh
Hổ Tướng Tùy Đường (Nhiếp Viễn đóng), Tùy Đường Diễn Nghĩa 2013 (Trương Hàn), Tùy Đường anh hùng (Trương Duệ đóng).